# Who Gets the Love?
Who Gets the Love? è un brano inciso dalla rock band inglese Status Quo, uscito come singolo nel maggio del 1988.

## La canzone
Secondo singolo estratto dall'album Ain't Complaining, è una delicata ballata soft sul tema di un amore tradito, con toni suadenti e un taglio sonoro decisamente pop-rock.
Pubblicato in tre differenti formati, il singolo vede la band all'apice delle contaminazioni pop e si piazza al n. 34 nelle classifiche inglesi.

## Tracce
1. Who Gets the Love? - 7:09 - (P. Williams/J. Goodison)
2. Halloween - 4:58 - (Parfitt/Williams/Rossi)
3. The Reason for Goodbye - 3:54 - (Williams/Goodison/Parfitt/Rossi)
4. The Wanderer (Sharon the Nag Mix) - 3:33 - (E. Maresca)

## Formazione
- Francis Rossi (chitarra solista, voce)
- Rick Parfitt (chitarra ritmica, voce)
- Andy Bown (tastiere, chitarra, armonica a bocca, cori)
- John 'Rhino' Edwards (basso, voce)
- Jeff Rich (percussioni)

## British singles chart
| Posizione | 45 | 34 | 34 | 52 | uscito |